# 杰夫·威廉森
杰夫·威廉森（英語：Geoff Williamson，1923年7月10日—2009年9月17日），澳大利亚男子赛艇运动员。他曾代表澳大利亚参加1952年和1956年夏季奥林匹克运动会赛艇比赛，其中1952年奥运会获得一枚铜牌。